# Merisa Fluctus
Il Merisa Fluctus è una struttura geologica della superficie di Venere.